# Lasippa heliodore
Espèce
Lasippa heliodore est une espèce de lépidoptères de la famille des Nymphalidae.

## Description
L'imago présente des ailes mono-dentées avec de petites ailes antérieures. Les antennes sont noires. Les ailes sont toutes fauves avec trois bandes noires ne touchant pas le bord noir, la première bande sur le bord de l'aile antérieure, la seconde commune, la troisième au milieu de l'aile postérieure.

## Répartition et habitat
Lasippa heliodore se rencontre en Birmanie, en Malaisie, à Singapour et en Indonésie.
Cette espèce affectionne les forêts tropicales humides mais également les forêts de plantations et les agroforêts ainsi que les jardins ouverts.

## Systématique
L'espèce Lasippa heliodore a été décrite par le naturaliste danois Johan Christian Fabricius en 1787, sous le Protonyme Papilio heliodore. 
C'est l'espèce type du genre Lasippa érigé par l'entomologiste britannique Frederic Moore en 1898.

### Liste des sous-espèces
Plusieurs sous-espèces ont été décrites :
- Lasippa heliodore heliodore (Fabricius, 1787)
- Lasippa heliodore dorelia (Butler, 1879)
- Lasippa heliodore roepkei (Eliot, 1959)

### Publication originale
- (la) J. C. Fabricius, Mantissa insectorum sistens species nuper detectas adiectis synonymis, observationibus, descriptionibus, emendationibus, t. 2, Hafniae, Christian Gottlob Proft, 1787, 382 p. (lire en ligne), p. 52 (Papilio heliodore).